# Ingeborg von Einsiedel
Ingeborg von Einsiedel (* 17. Februar 1917 in Leipzig; † 1. Februar 2002) war eine deutsche Grafikerin.

## Leben und Werk
Der Vater Ingeborg von Einsiedels, Carl von Einsiedel, war Jurist. Sie besuchte in Leipzig bis 1934 die Volks- und eine Höhere Mädchenschule. Danach half sie ihrem Vater bei seinen Büroarbeiten. Nebenbei lernte sie im italienischen Konsulat die italienische Sprache und bei einem Hausbewohner Griechisch und Latein.
Eigentlich wollte Ingeborg von Einsiedel Tierärztin werden, was die finanziellen Verhältnisse der Familie aber nicht hergaben.
Sie studierte dann in Leipzig von 1939 bis 1945 bei Georg Belwe an der Staatlichen Akademie für Graphische Künste und Buchgewerbe. Dabei lernte sie den späteren Direktor des Leipziger Zoos Karl Max Schneider kennen, der für die Studenten Unterricht zum Thema „Form und Verhaltensweisen der Tiere im Zoo“ gab.
Ingeborg von Einsiedel fiel Schneider durch ihr Interesse für Tiere und Tierstudien auf, und er stellte sie 1946 im Leipziger Zoo als Kanzleiangestellte ein. Sie wurde seine engste Mitarbeiterin, seine „rechte Hand“. Sie war vor allem für die Beschilderung der Gehege und das Führen der Tierbücher und der Veterinärkartei zuständig. Außerdem betreute sie selbst Tiere. Ab der 1970er Jahre war sie auch die Herausgeberin der populärwissenschaftlichen zoologischen Bücher Schneiders. Nach dem Ableben Schneiders arbeitete sie von 1955 bis 1991 als wissenschaftliche Mitarbeiterin des Zoos und wurde immer mehr zu dessen „Seele“.
Schneider hatte ihr testamentarisch seinen bedeutenden wissenschaftlichen Nachlass anvertraut, den sie betreute und pflegte. 1995 übergab sie ihn dem Förderkreis des Lichtensteiner Gymnasiums „Prof. Dr. Max Schneider“.
Ingeborg von Einsiedel war bis 1990 Mitglied des Verbandes Bildender Künstler der DDR. Als Grafikerin schuf sie vor allem Holzstiche mit Tier- und Pflanzendarstellungen.
Die Karl-Max-Schneider-Stiftung ehrte Ingeborg von Einsiedel postum durch die Stiftung des literarisch-künstlerischen Ingeborg-von-Einsiedel-Preises.